# فرد شيرمان (عالم وراثة)
فرد شيرمان (بالإنجليزية: Fred Sherman) هو عالم وراثة أمريكي، ولد في 21 مايو 1932 في منيابولس في الولايات المتحدة، وتوفي في 16 سبتمبر 2013.